# 松村裕美
松村 裕美（まつむら ひろみ、1984年7月3日 - ）は、日本の俳優、殺陣師。所属団体「剱伎衆かむゐ」での肩書は「サムライアーティスト」。「サムライアーティスト」とは、殺陣やチャンバラだけでなく剣で表現をする芝居として、剱伎衆かむゐの創設者・島口哲朗が作った。

## 来歴・人物
千葉県出身。私立桜ケ丘女子高校卒業。日本大学藝術学部写真学科中退。
日本でのアーティスト活動の他、舞台や殺陣師としても活躍を行う。
2012年年、かむゐリーダーの島口哲朗が設立した独自のSAMURAIメソッド『剱伎道』に入門。現在は「剱伎道」師範代も務め、日本、イタリア、ポーランド、チェコ、リトアニア、ベラルーシ、アメリカなどでも指導を行う。
かむゐ海外公演ではイタリア国立ペルゴラ劇場公演やヴェッキオ宮殿での演舞、ロシア・エルミタージュ美術館公演などのヨーロッパツアー、アルマーニホテルドバイ、ブルーノートなどでのディナーショー Leなど活動は多岐にわたる。

## 活動
所属団体「剱伎衆かむゐ」での活動は、剱伎衆かむゐを参照。
- イクスピアリイベント 殺陣振付・指導（2015年、舞浜イクスピアリ）[5]
- 「恵比寿文化祭」演舞　殺陣振付・指導　(2015年～2019年)[6]